# Маківський район
Маківський райо́н — колишній район Кам'янецької округи.

## Історія
Утворений 7 березня 1923 року з центром у Макові у складі Кам'янецької округи Подільської губернії з частин Баговицької, Балинської, Лисецької, Маківської і Рахнівської волостей.
Ліквідований 4 грудня 1928 року з передачею території:
- Блищанівська, Кривчицька, Маківська, Михайлівська, Рахнівська та Шатавська сільські ради — до Дунаєвецького району;
- до Довжецького, Китайгородського і Смотрицького районів.